# Dainius Kairelis
Dainius Kairelis (født 25. september 1979 i Utena) er en litauisk tidligere professionel landevejscykelrytter.